# アッサカ国

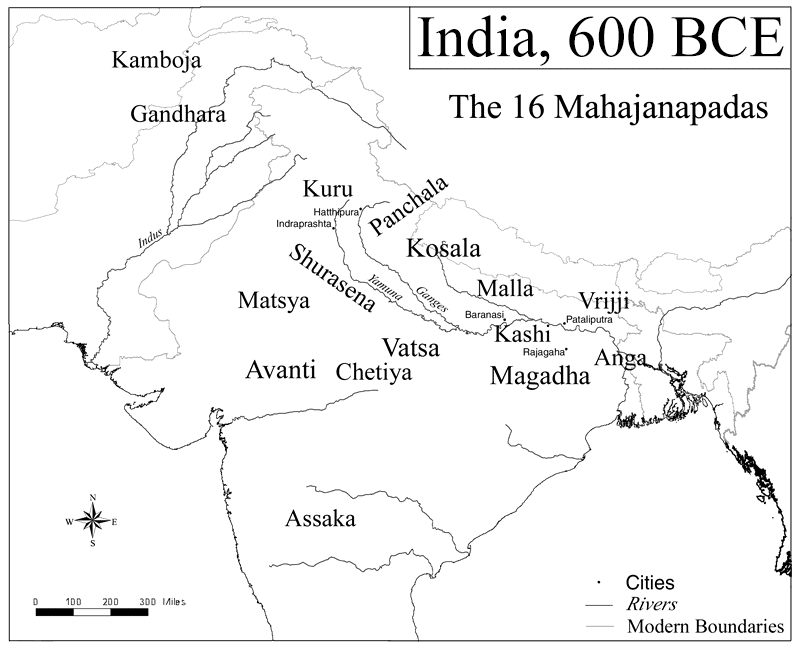
十六大国のひとつであるアッサカ国（Assaka）

アッサカ国（パーリ語: Assaka）又はアシュマカ国（サンスクリット語: Aśmaka）は、古代のインドに存在した国。初期仏教の聖典『増支部』（アングッタラ・ニカーヤ）の中で、南道十六大国のひとつとして記載されている。首都名はポタナ、ポダナ、ポタリ等と、カナ転写の態様はさまざまである（本項では「ポタナ」と呼ぶものとする）。

## 地理
アッサカ国は、ゴーダーヴァリ川の川岸、ゴーダーヴァリ川とマンジラ川の間に位置し、現在のインド共和国の行政区分で、テランガーナ州のニザーマーバード県、アーンドラ・プラデーシュ州のアディラーバード県、ナーンデッド県、ヤバートマル県とマハーラーシュトラ州東部の一部に相当する地域にあった。南道十六大国の中では唯一、ヴィンディヤ山脈の南にあった。
首都のポタナは、現ニザーマーバード県ボダンにあたる。テルグ語地名の "Bodhan / బోధన్" には元になったプラークリット名があり、そのプラークリット名は「貧者に施しとして与えられた土地」を意味するサンスクリットの "bhūdāna / भूदान / భూదాన్" から派生している。

## 歴史
パーリ語経典の「大典尊経（Mahāgovinda-Suttanta）」に拠れば、アッサカ国の支配者はポタナを支配していたBrahmadattaだったと言われている。
『マツヤ・プラーナ』272章によると、マガダ国のシシュナーガ王（紀元前413年～紀元前395年頃）の時代と同時代には、アシュマカには25人の統治者がいたと記録されている。カリンガ国やカーシー国と隣接しており、カーシー国が強勢を誇った時代にはその従属国であった。しかしカーシー国の減退に伴って勢力を拡張し、一時カリンガ地方を支配した。最終的にはマガダ国によって征服された。その後、ラーシュトラクータ朝の領域（現在のマハーラーシュトラ州）にまで南方に人々は移住していった。
アシュマカは仏教の書物やハラ王のガシャ・サプターシャチでは、アッサカもしくはアスバカスと記されている。アシュマカの語は、サンスクリット語で岩石や宝石を意味するAśmakaに由来している。実際にこの地方には何千もの丘陵や岩石地帯があり、それゆえにアシュマカと呼ばれるようになった。1000万年～2000万年前には、この地方に流星物質が落下したと言う説がある。
グプタ朝後期、5～6世紀の天文学者・数学者、アーリヤバタは、後代の注釈者バースカラIの言及に基づいてアシュマカ国の出身であると推定されている。